# Suchia
Suchia is een superorde die veel uitgestorven geslachten, maar ook de hedendaagse krokodilachtigen omvat. Fossielen zijn bekend van over heel de wereld, behalve Antarctica uit Laat-Triassische lagen tot recent. Leden variëren sterk in grootte, uiterlijk, levenswijze en eetpatroon. Sommige geslachten waren zeer klein, zoals de kleinste aetosauriërs, terwijl andere, zoals de enorme Sarcosuchus, Deinosuchus en andere grote krokodilachtigen, mogelijk lengtes van 10 tot 16 meter konden bereiken en de dinosauriërs in grootte benaderden. De bloeitijd van de Suchia was sinds hun oorsprong in het Laat-Trias. De Suchia heeft een aantal grote uitstervingen overleefd, waaronder degene die in het Laat-Krijt de dinosauriërs fataal werd. De nauwste levende verwanten van de Suchia zijn, behalve de krokodilachtigen binnen de Suchia, de vogels, die net als de leden van de Suchia tot de Archosauria gerekend moeten worden.

## Vondst en naamgeving
De Suchia werd in 1991 door Sereno benoemd als onderverdeling van de Crurotarsi met als zustergroep de Phytosauria, Doswellia en andere basale crurotarsen (in sommige analyses valt ook de Ctenosauriscidae buiten de Suchia). Dit was vlak nadat de Crurotarsi in 1990 door Sereno en Arcucci werd benoemd. De Suchia omvatte eerst alleen de krokodilachtigen, aetosauriërs en hun gemeenschappelijke voorouder. Later werden ook de Rauisuchia, de Ornithosuchidae en Revueltosaurus binnen de Suchia geplaatst. In een analyse van Parrish uit 1993 werd Turfanosuchus ook binnen de Suchia geplaatst. Turfanosuchus wordt tegenwoordig weer buiten de Suchia geplaatst.

## Ontwikkeling

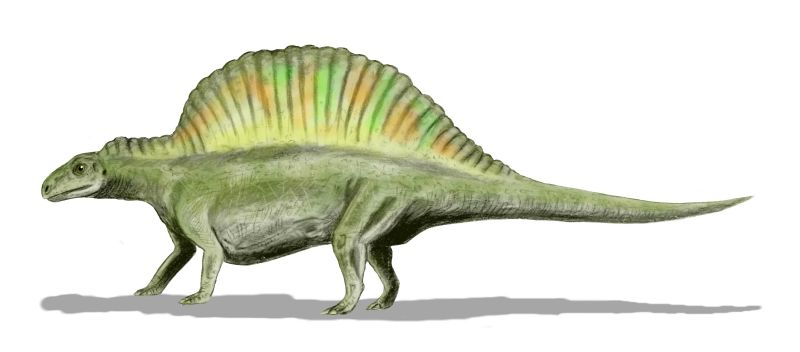
Ctenosauriscus, een herbivore suchiër uit de Ctenosauriscidae.

Dit kopje gaat over de evolutie van de Suchia door de tijd heen.

### Trias
In het Trias beleefden de suchiërs hun bloeiperiode, vlak na hun oorsprong. Vroege vormen als Mandasuchus zijn bekend uit het Zuid-Afrika van het Midden-Trias. Zij hadden toen nog concurrentie van primitievere archosauromorphen als de erythrosuchiërs en grote cynodonte therapsiden. Er zijn zeer weinig primitieve vormen bekend, dus is er weinig duidelijk over de ontwikkeling van de groepen suchiërs uit het Midden-Trias.

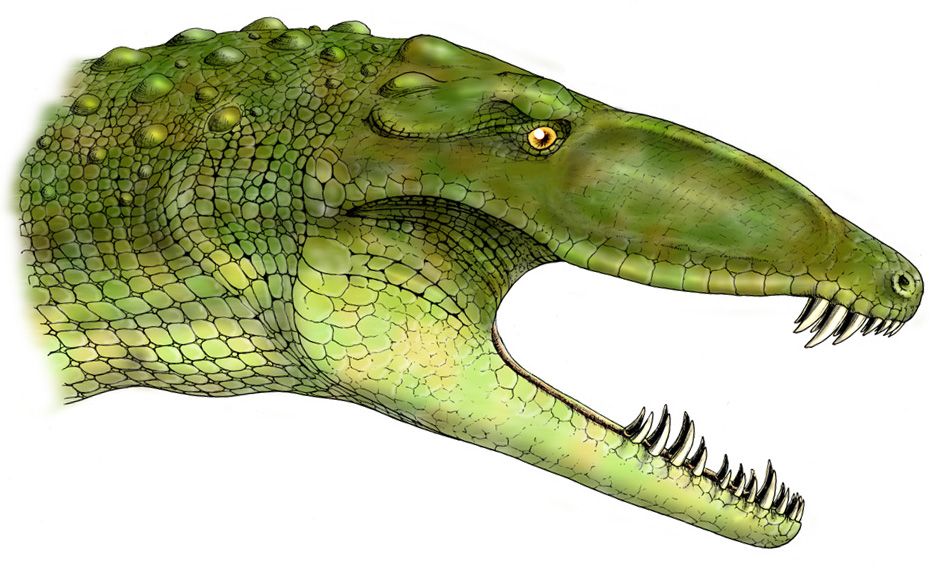
De kop van Erpetosuchus.

In het Laat-Trias treft men een grote variateit aan vormen aan. Groepen als de Aetosauria, de Rauisuchia en de Ornithosuchidae zijn ontwikkeld en beleven hun bloei. Een groepje kleinere suchiërs is ook bekend uit de laatste lagen van het Trias. Zij waren de vroegste crocodylomorfen. Hiervan zijn twee groepen te onderscheiden:
- Sphenosuchia
- Protosuchia

De Sphenosuchia kwamen het meest voor en waren het primitiefst, terwijl de Protosuchia zeldzamer waren en meer gavanceerd. Verder zijn er ook nog enkele zeer primitieve vormen als Gracilisuchus en Erpetosuchus bekend. Aan het eind van het Trias was er een grote uitsterving, waarvan de oorzaak onbekend was, die vele geslachten suchiërs fataal was. Alleen de Sphenosuchia en de Protosuchia overleefden deze uitsterving, die de grens tussen het Trias en het Jura markeerde.

### Jura

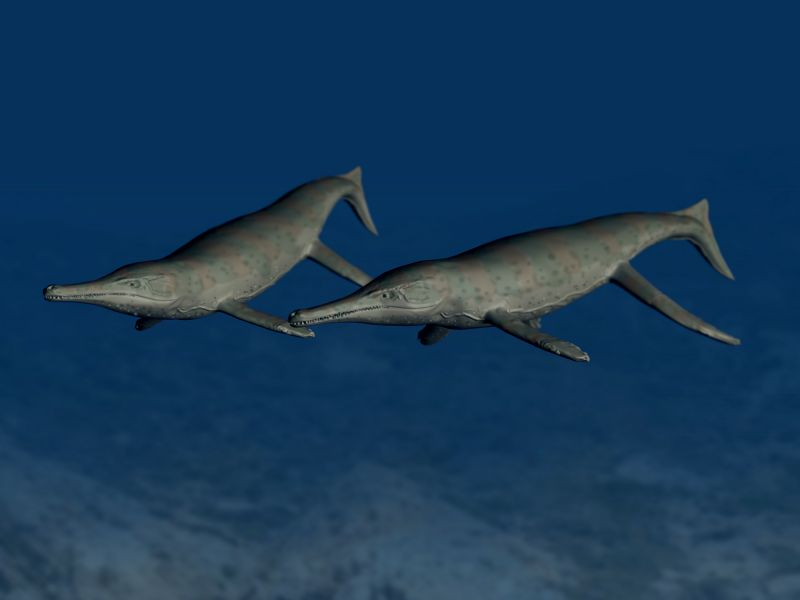
Metriorhynchus.

Hoewel de dinosauriërs nu volop evolueerden waren er voor de crocodylomorfen veel concurrenten uit de weg geruimd. Temnospondyle amfibieën waren zwaar getroffen. Alle andere crurotarsen waren uitgestorven, evenals vele therapsiden. De rol van amfibische roofdieren lag nu open. Terwijl de Sphenosuchia hun terrestrische levenswijze behield, gingen de protosuchiërs naar een aquatische levenswijze toe.
Aan het begin van het Jura ontwikkelde zich echter een nieuwe groep krokodilachtigen: de Mesoeucrocodylia. Een 'missing link' tussen de Protosuchia en de Mesoeucrocodylia is lastig te vinden, maar Hsisosuchus vertoont kenmerken van beide groepen. Net als de Mesoeucrocodylia had hij vermoedelijk een aquatische levenswijze, hoewel hij net als de Protosuchia vermoedelijk goed op het land kon lopen.
De eerste Mesoeucrocodylia verschijnen rond het Laat-Sinemurien. De oudstebekende en primitiefste groep is de Thalattosuchia, bestaande uit twee families:
- Teleosauridae
- Metriorhynchidae

De Teleosauridae verschijnen het eerst in het fossielenbestand en kunnen ook nog aan land komen. De Metriorhynchidae verschijnen later, de primitiefste vormen zijn bekend van het einde van het Midden-Jura. Zij waren volledig aan een mariene levenswijze aangepast en hadden waarschijnlijk niet meer de mogelijkheid om aan land te gaan. Hun osteodermen waren vervangen door gladde huid en aan het eind van de staat zat een vinvormige peddel. In plaats van poten hadden ze waarschijnlijk flippers. Het waren de enige suchiërs die ooit een volledig aquatische levenswijze hadden. Net als dolfijnen moesten ze echter wel naar het oppervlak om adem te halen.

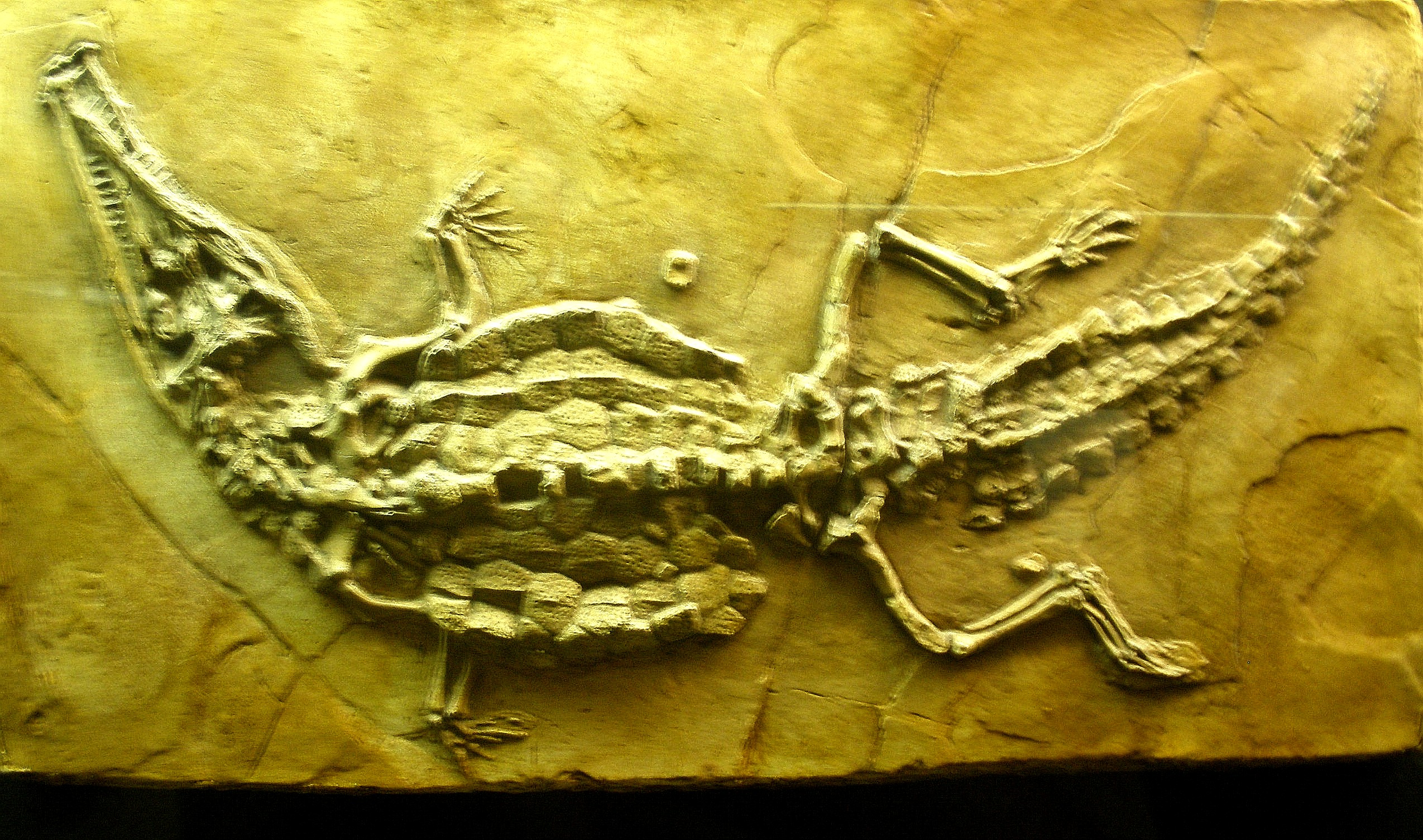
Een fossiel skelet van de neosuchiër Crocodilaemus.

Iets later, in het Sinemurien, vindt men een meer geavanceerde orde die dicht bij de oorsprong van de hedendaagse krokodilachtigen staat: de Neosuchia. Van deze groep, die in het Vroeg-Jura ontstond, zijn verschillende families en geslachten bekend. Pas in het Krijt bereikten zij hun bloei.

### Krijt

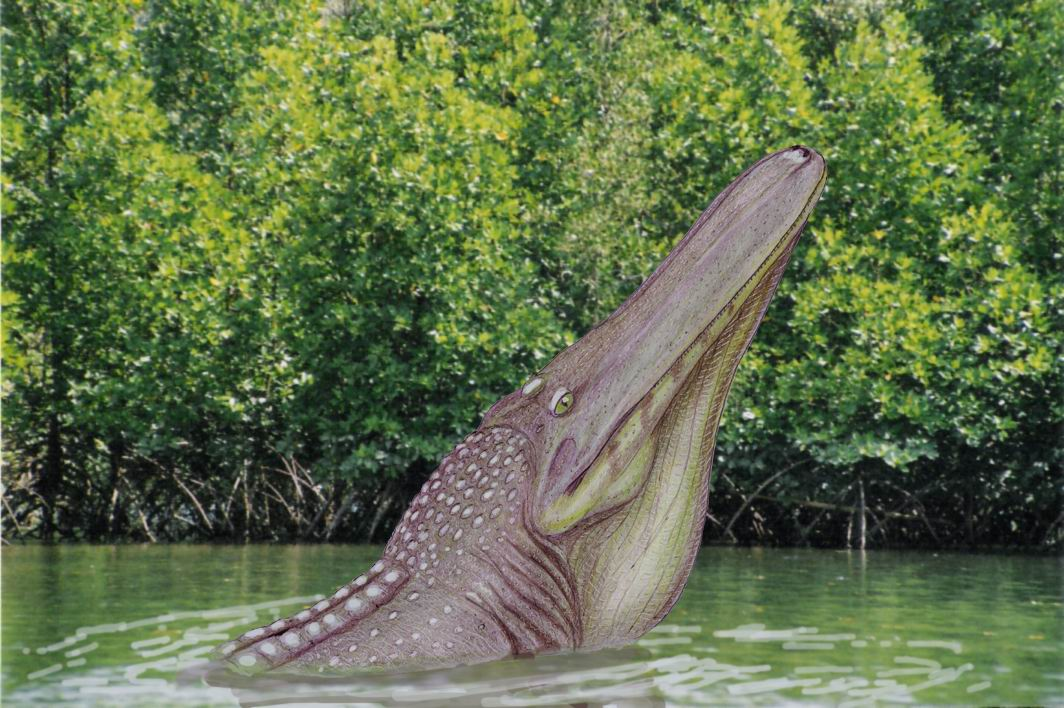
De 10 meter lange Stomatosuchus.

Aan het eind van het Jura stierven vele groepen primitievere krokodilachtigen uit. De sphenosuchiërs verdwenen zo'n 150 miljoen jaar geleden, maar in tegenstelling tot deze laatste groep deed de Protosuchia het goed. In het Krijt zijn verschillende geslachten aangetroffen, zoals de Russische Tagarosuchus. Voorheen kende de Protosuchia slechts één familie: de Protosuchidae. Nieuwe families ontstonden, als de Shartegosuchidae en de Gobiosuchidae. De Protosuchia leefden tot aan het eind van het Krijt met leden als Zosuchus en stierven gelijk met de dinosauriërs uit, aan het eind van het Maastrichtien.

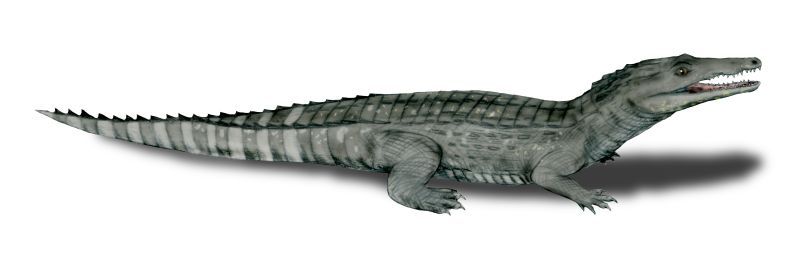
Een reconstructie van Bernissartia.

De laatste Thalattosuchiërs stierven aan het begin van het Vroeg-Krijt uit. Dit legde nieuwe ecologische niches open voor andere suchiërs. De neosuchiërs grepen deze kans en evolueerden in een grote variateit aan geslachten. Hoewel zij nooit zo goed aan het mariene leven aangepast werden als de metriorhynchiërs, waren zij zeer succesvol. Vele families zijn bekend waaronder de Goniopholididae, Pholidosauridae, Elosuchidae, Paralligatoridae, Stomatosuchidae, Trematochampsidae, Itasuchidae, Bernissartiidae en Dyrosauridae, die allemaal waterbewoners waren. Landbewonende families als de Sebecidae, Bergisuchidae, Bretasuchidae, Peirosauridae, Mahajangasuchidae en Atoposauridae waren er ook.

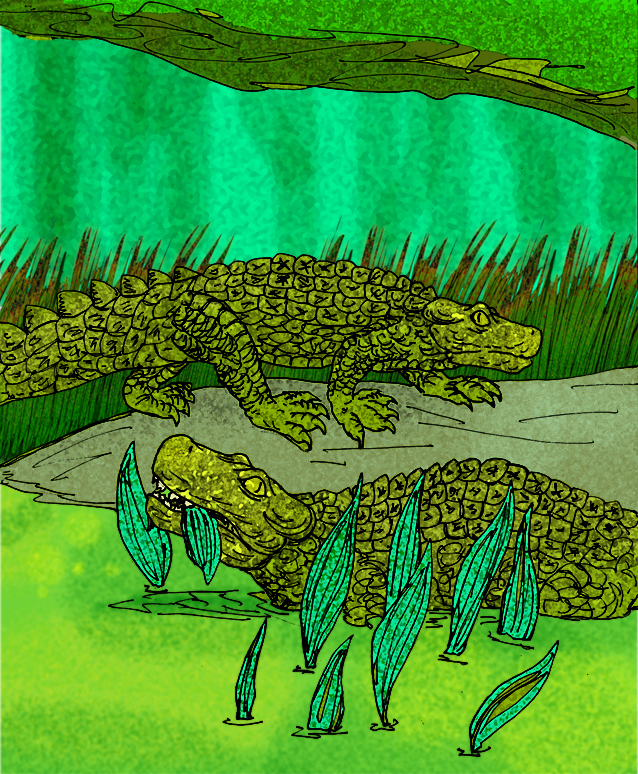
De herbivore notosuchiër Simosuchus.

Een tak van de Neosuchia die ook de Paralligatoridae en Bernissartiidae bevatte leidde naar een nieuwe groep: de Eusuchia. Deze groep omvat ook de moderne krokodilachtigen. Hoewel Hylaeochampsa het oudst bekende en primitiefste geslacht is, zijn ook de Alligatoridae en de Gavialidae zeer oude families. De Crocodylidae verscheen pas later, in het Paleogeen. De eerste alligators en gavialen verschijnen al in het Laat-Krijt. Het geslacht Alligator zelf is van fossielen bekend sinds het Campanien samen met vele andere geslachten van alligators en alligatorachtigen als Albertochampsa, Brachychampsa en de 15 meter lange Deinosuchus. De gavialen waren in tegenstelling tot de alligators in het Krijt nog vrij zeldzaam en hadden een uitsluitend mariene levenswijze. Zij namen net als de andere neosuchiërs de niche van de thalattosuchiërs in, maar vervingen tegelijkertijd ook de oudere neosuchiërs, die in het Vroeg-Krijt hun bloei hadden, maar nu weer in aantal teruggedrongen werden door hevige competitie van de Eusuchia. Alle nu levende krokodilachtigen worden tot de Eusuchia gerekend.

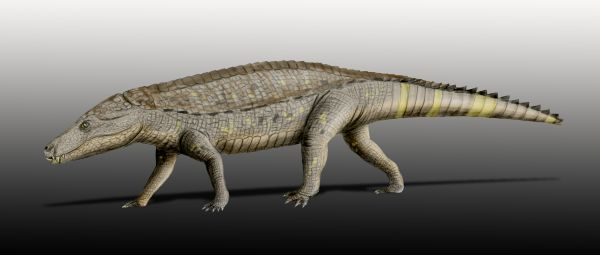
Amadillosuchus, een gepantserde notosuchiër uit Argentinië.

Aan het begin van het Krijt evolueerde zich nog een groep, die veel basaler dan de Neosuchia was, de Notosuchia. Dit waren voornamelijk landkrokodillen met een carnivoor eetpatroon, hoewel er ook enkele geslachten met een herbivoor eetpatroon waren. Zij waren concurrenten van de overlevende protosuchiërs, hoewel de twee groepen voornamelijk niet op dezelfde continenten voorkwamen. Anders dan de Protosuchia, die een vergelijkbare levenswijze hadden, overleefden zij wel de grote uitsterving die de dinosauriërs fataal werd aan het eind van het Krijt, hoewel dit slechts voor één familie en daarbinnen drie geslachten gold.

### Paleogeen

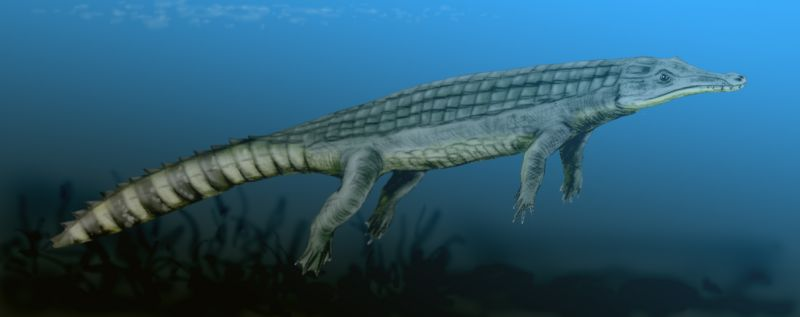
De dyrosauriër Chenanisuchus.

In het Paleogeen waren de Suchia sterk in aantal verminderd, wegens een massa-extinctie aan het einde van het Krijt. Veel basalere suchiërs hadden zware klappen gekregen. Sommige zoals de Notosuchia waren nog maar met drie geslachten aanwezig, terwijl andere groepen als de Protosuchia helemaal verdwenen waren. De Notosuchia is bekend van twee leden uit Europa uit lagen van het Eoceen. Deze drie genera, met de namen Iberosuchus, Eremosuchus en Bergisuchus, waren allen leden van de Baurusuchidae, maar nieuwe cladistische analyses suggereren dat zij alle drie niet tot de Notosuchia, laat staan deze familie, behoren, maar tot de Neosuchia, in het speciaal de Sebecia.

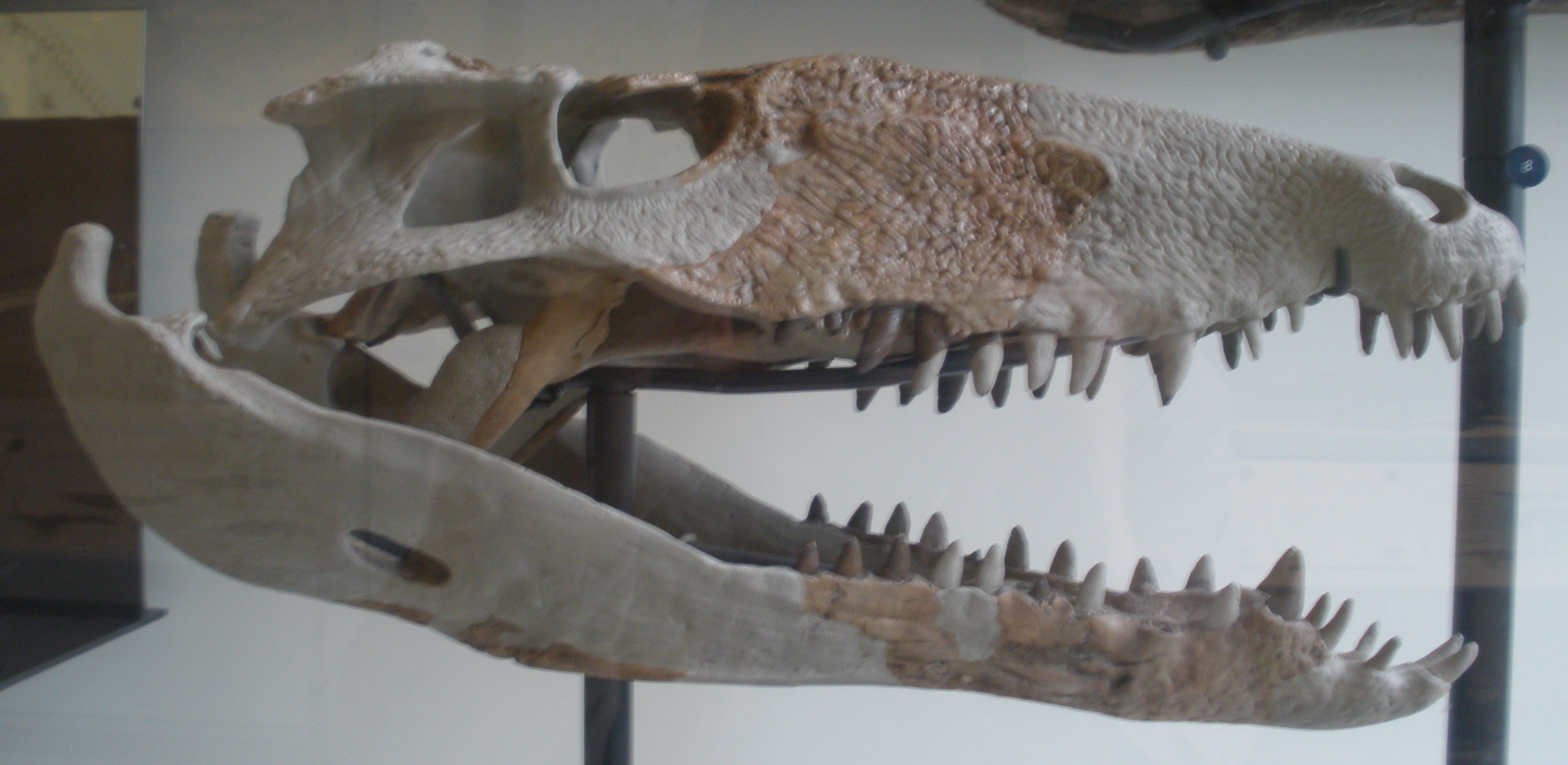
Sebecus uit het Eoceen.

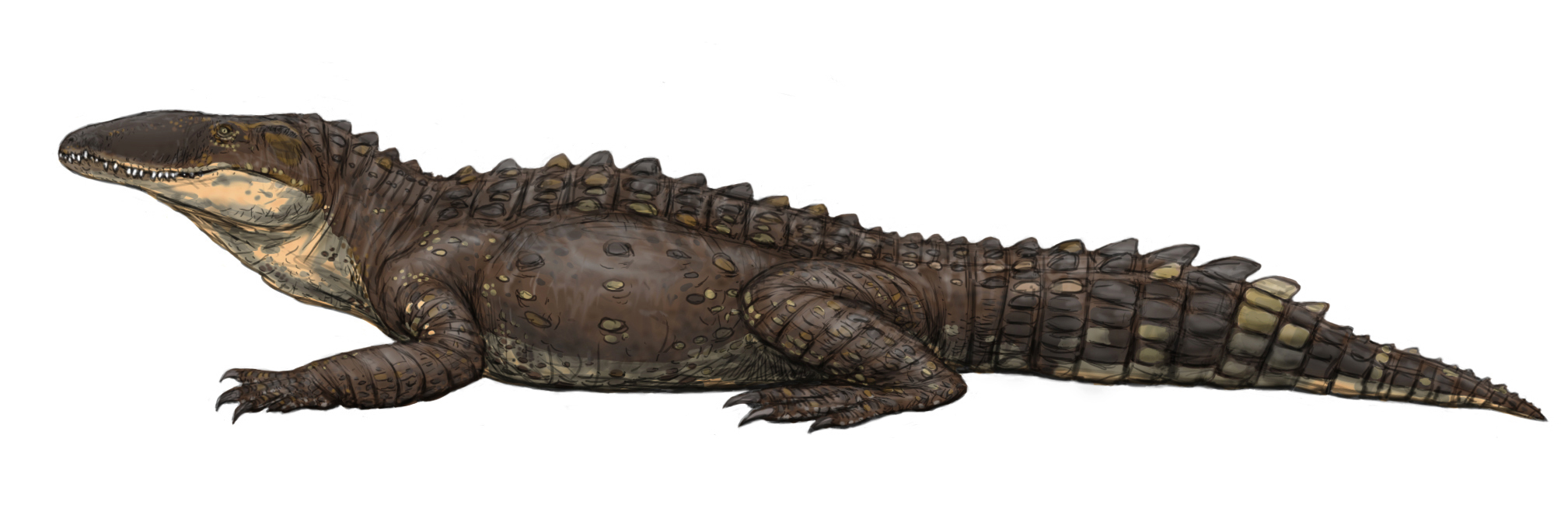
Sebecus

De Sebecia was samen met de Dyrosauridae de enige overlevende groep van de Neosuchia buiten de Eusuchia. De Sebecia bevat twee families:
- Peirosauridae
- Sebecidae

De Peirosauridae stierf aan het eind van het Maastrichtien samen met de dinosauriërs uit (met de mogelijke uitzondering van Iberosuchus, Eremosuchus en Bergisuchus), maar de Sebecidae deed het zeer goed in het Paleogeen en overleefde zelfs tot diep in het Neogeen. Omstreeks de tijd dat de eerste mensachtigen evolueerden, zo'n 7-8 miljoen jaar geleden, waren zij uitgestorven, zo'n vier miljoen jaar eerder. In het Krijt waren zij een van de vele terrestrische suchiërs, terwijl zich in het Paleogeen al deze niches openlegden. Nu alle niches die de primitievere waterbewonende neosuchiërs bezet hielden open waren, greep een relatief nieuwe familie zijn kans: de Dyrosauridae. Deze familie is nauw verwant aan de Pholidosauridae en evolueerde zich al in het Krijt. In het Paleoceen bereikten zij echter hun bloei. Sommige, zoals de 9-10 meter lange Phosphatosaurus, benaderden Deinosuchus in lengte. De dyrosauriërs waren zowel mariene als in zoet water levende suchiërs.

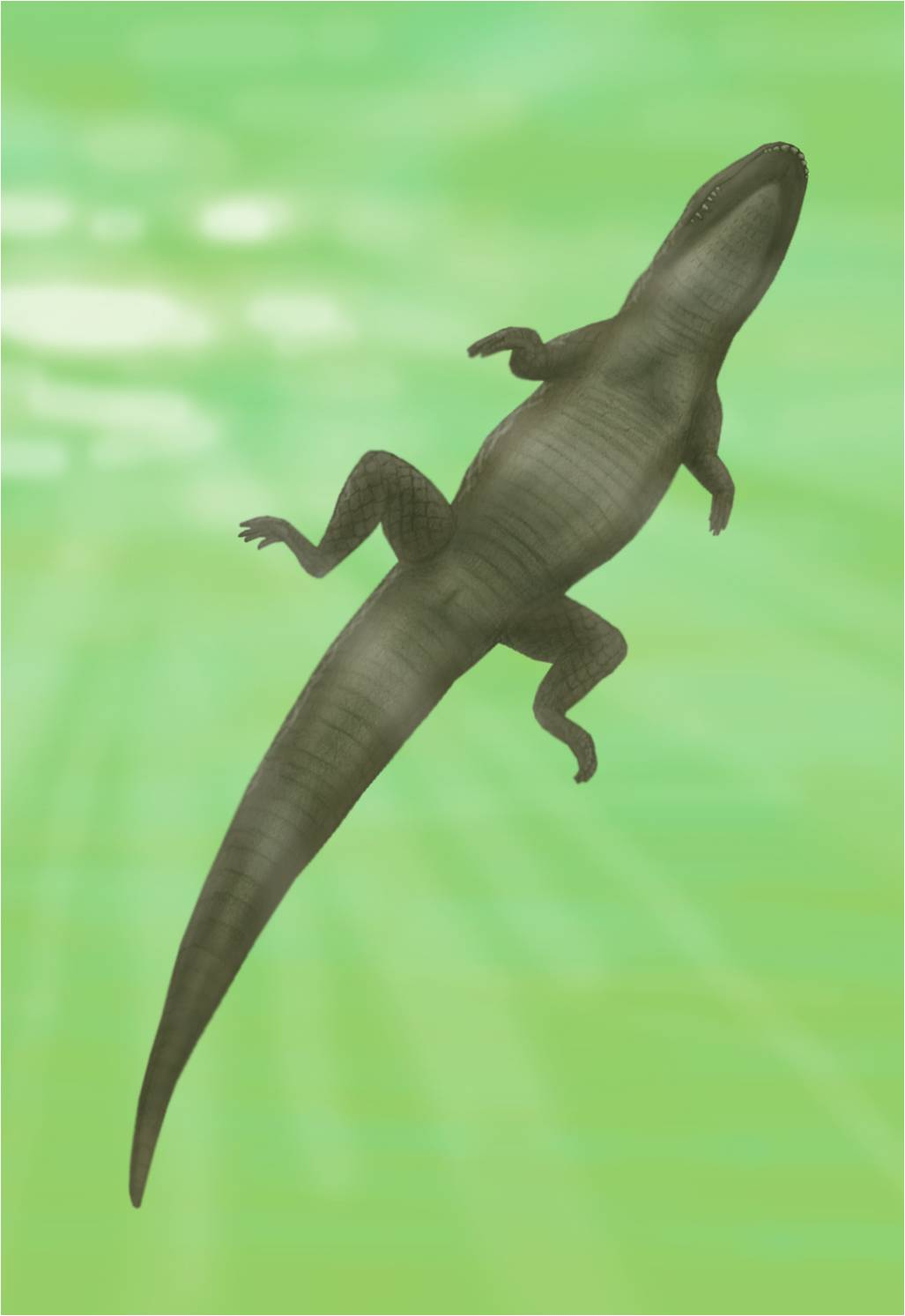
Allognathosuchus, een Europese eusuchiër uit het Eoceen.

Al deze openliggende niches waren niet alleen voor de overgebleven primitievere neosuchiërs weggelegd. Deze hadden twee concurrenten: de zoogdieren en de Eusuchia. Nu de dinosauriërs weg waren grepen de zoogdieren hun kans. In het Paleoceen werden zij al vrij groot en omstreeks het Eoceen ontstonden er ook enkele aquatische vormen, die de mariene suchiërs vervingen. Uiteindelijk zouden deze dieren de zee compleet bevolken en evolueren in wat wij nu kennen onder de naam walvissen.

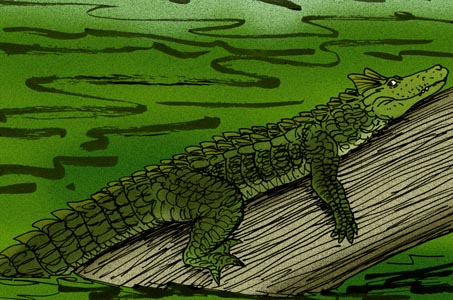
De gehoornde alligator Ceratosuchus.

De Eusuchia waren in het Paleoceen en het Vroeg- tot Midden-Eoceen talrijker dan ooit tevoren en zouden ook nooit meer zo talrijk worden. Zowel de niche van landkrokodil als aquatische en zelfs mariene krokodilachtige werd opgevuld door hen. In de groeve van Messel, in Duitsland, en in Wyoming heeft men fossielen gevonden van een terrestrische krokodilachtige, Pristichampsus, die dezelfde niche bezette als de Sebecia. In meren en rivieren leefden verschillende soorten alligators als Diplocynodon en krokodillen als Asiatosuchus. Ook waren er gavialen, maar in tegenstelling tot de hedendaagse vormen, waren alle vormen in het Paleogeen uitsluitend marien. Toen aan het eind van het Eoceen de dyrosauriërs (en mogelijk ook de peirosauriërs) uitstierven namen de eusuchiërs al deze niches in.

### Neogeen
In het Neogeen waren alle families van de primitievere Neosuchia uitgestorven, behalve de Sebecidae. De Sebecidae deed het echter goed en overleefde tot zo'n 11-12 miljoen jaar geleden. Alle leden uit het Oligoceen en Neogeen zijn uit Zuid-Amerika bekend. Uit Miocene lagen zijn drie geslachten bekend: Langstonia, Barinasuchus en een nog onbenoemd geslacht dat ook bekendstaat onder de naam Itaboraí crocodyliform. Deze laatste en Barinasuchus waren de grootste leden van de Sebecia met zo'n 6-7 meter in lengte. Het waren net als de vroegere geslachten agressieve landroofdieren met ziphodonte tanden, net als theropode dinosauriërs, wat hen formidabele roofieren maakte. Aan het begin van het Laat-Mioceen stierven zij uit, mogelijk door te grote competitie met eusuchiërs, de grote looproofvogels en roofbuideldieren die ook op Zuid-Amerika geïsoleerd waren gebleven.

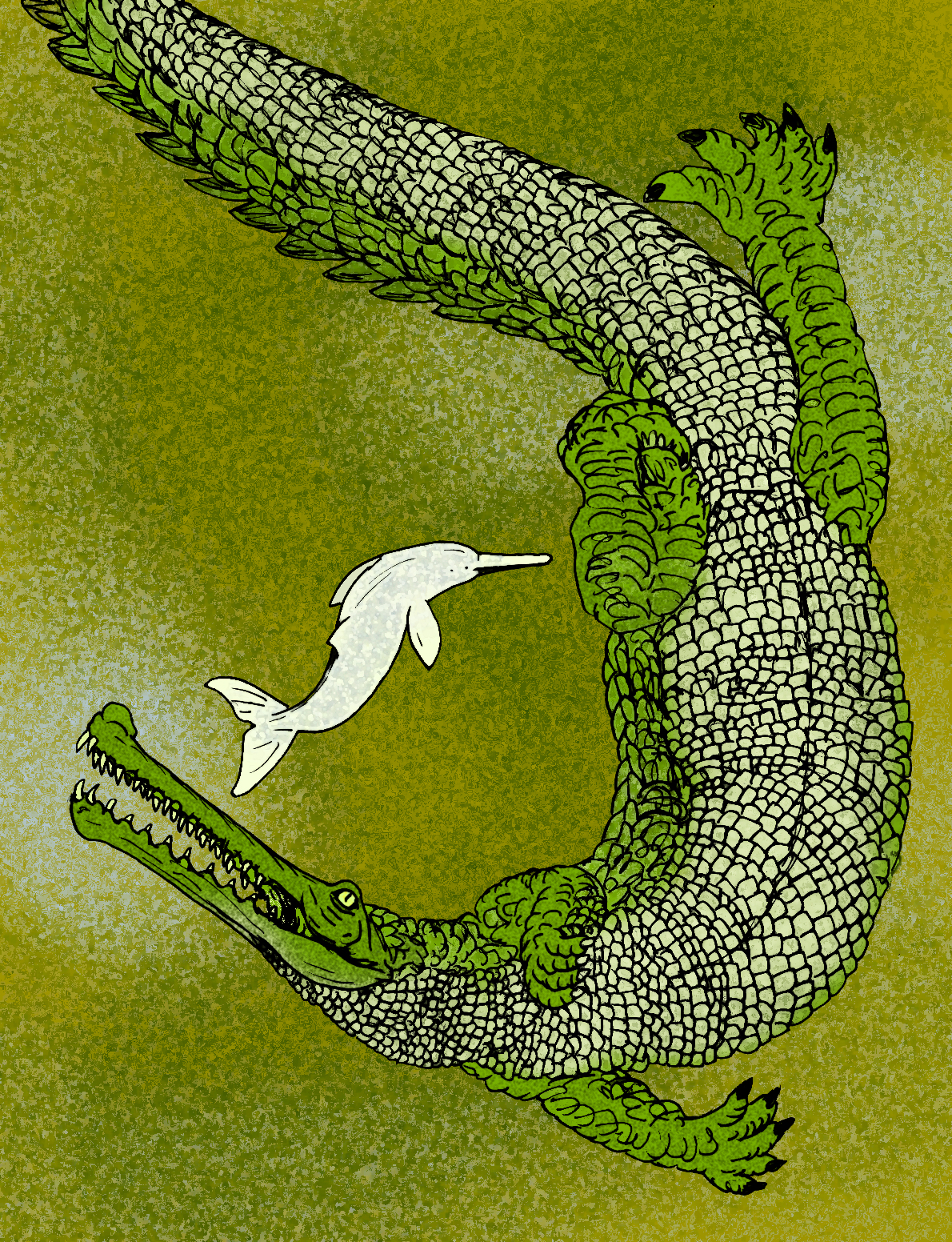
De gigantische gaviaal Rhamphosuchus.

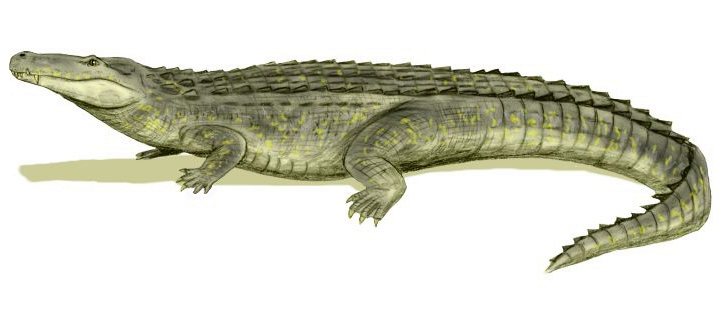
De enorme alligator Purussaurus.

De Eusuchia waren na het terugdringen van de tropische regenwouden, aan het eind van het Eoceen, in aantal teruggegaan, hoewel zij nog steeds floreerden. Aan het eind van het Eoceen evolueerde zich een nieuwe familie die zich aangepast had aan het teruggedrongen tropische regenwoud van Australië, de Mekosuchidae. Dit waren landkrokodillen die in Australië de rol van de sebeciden vervulden. Het waren nauwe verwanten van de krokodillen en hadden geen ziphodonte tanden. Ze deden het goed, tot de ijstijd kwam aan het eind van het Plioceen. Slechts één geslacht, Mekosuchus overleefde de ijstijd, hoewel er aan het begin van het pleistoceen nog wel enkele andere vormen waren zoals de enorme Quinkana.
In Zuid-Amerika floreerden zowel gavialen als alligators. De alligators waren in het Vroeg-Mioceen met een nieuwe onderfamilie gekomen, de kaaimannen. Sommige geslachten waren zoetwaterbewoners die leefden in de Amazone en zijrivieren en bereikten gigantische proporties, zoals de carnivore Purussaurus en filtervoedende Mourasuchus. In dezelfde wateren huisde de enorme krokodil Dinosuchus.

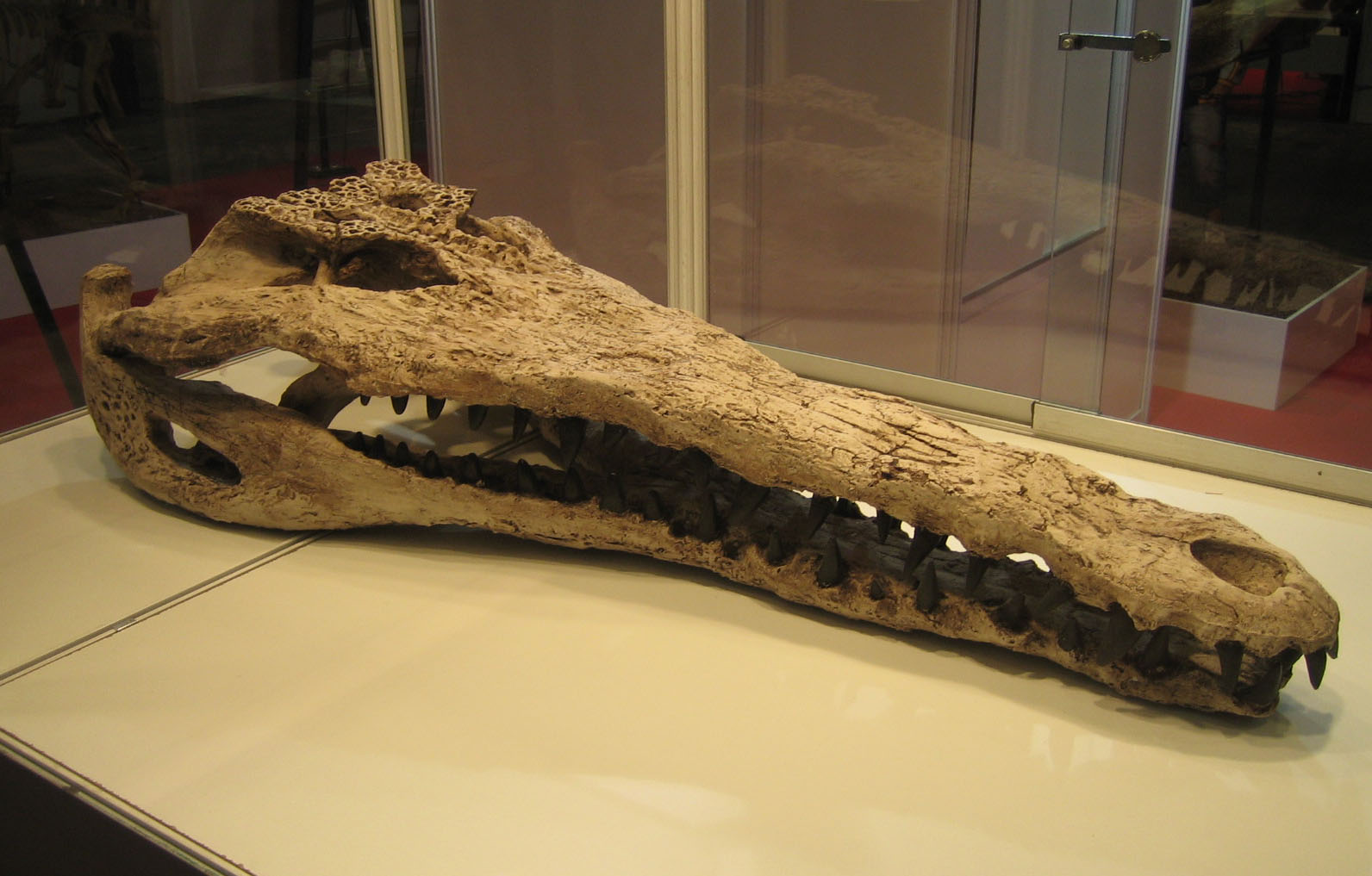
De fossiele kop van Gavialosuchus.

Ook de gavialen hadden een nieuwe onderfamilie, de Gryposuchinae, waarvan het grootste geslacht, Gryposuchus zo'n 9-10 meter lang werd. Zij leefden ook in Zuid-Amerika rond dezelfde tijd, maar waren anders dan de alligators en krokodillen mariene dieren en piscivoren. Zij jaagden in open zee op vissen. Dit gold ook voor de vroege leden van de oudste onderfamilie van gavialen, de Tomistominae, die zich rond het Laat-Eoceen evolueerde. Enkele grote geslachten van deze onderfamilie zijn bekend van mariene afzettingen uit Europa, Noord-Amerika en mogelijk Noord-Afrika als Gavialosuchus, hoewel de moderne Tomistoma, of onechte gaviaal, een zoetwaterbewoner is. Aan het begin van het Plioceen verdwenen de meeste van deze mariene krokodilachtigen naar aanleiding van te grote concurrentie met zeezoogdieren en de klimaatveranderingen die het begin van de ijstijd inluidden.
In het Mioceen ontwikkelde zich echter een aan zoet water aangepaste onderfamilie van gavialen, de Gavialinae. Een van de eerste geslachten was de gigantische Rhamphosuchus, die in India leefde. Dit dier was 11-12 meter lang en een carnivoor (piscivoor inbegrepen). Aan het begin van het Plioceen verdween dit geslacht echter, naar aanleiding van hevige competitie met vroege Gangesgavialen en rivierdolfijnen.

### Kwartair

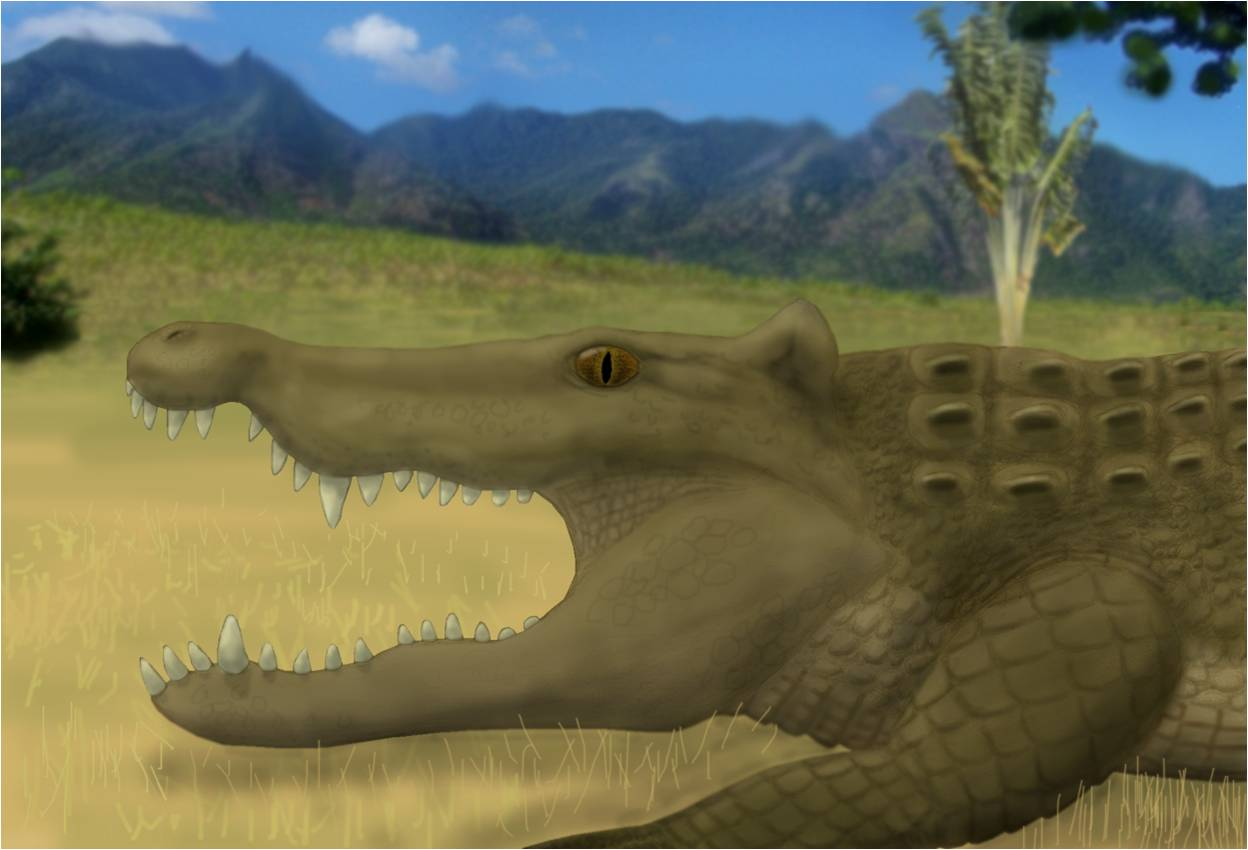
Voay, een uitgestorven krokodil, endemisch op Madagaskar.

Nu alle basalere neosuchiërs uitgestorven waren, namen de eusuchiërs ook de niches van de meer terrestrische krokodilachtigen, die de Sebecidae voorheen had vervuld, in. Uit Afrika zijn verschillende grote, mogelijk ook terrestrische krokodilachtigen bekend, waaronder Voay (voorheen Crocodylus robustus) van Madagaskar en Crocodylus antropophagus van het vasteland van Afrika. Voay stierf slechts zo'n 2000 jaar geleden uit, samen met andere megafauna, waaronder twee geslachten olifantvogels, reusachtige lemuren, de reuzenfossa, twee soorten uitgestorven aardvarkens en een endemisch dwergnijlpaard, waarschijnlijk door de aankomst van de mens op Madagaskar.

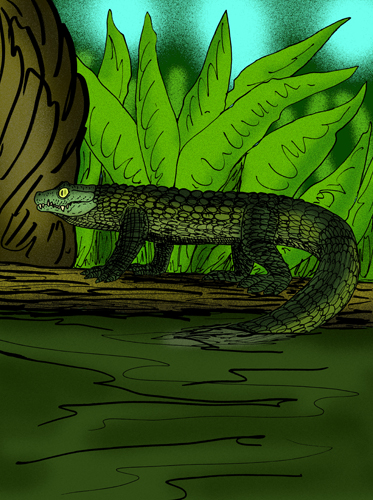
Mekosuchus, het jongst bekende lid van de Mekosuchidae.

Een andere familie, die endemisch was op Australië en de Nieuw-Caledonische eilanden, was de Mekosuchidae, die zijn oorsprong had in het Eoceen. Het waren zowel land- als waterbewonende krokodillen. Zij waren succesvol in het Plioceen en Pleistoceen, maar de ijstijd werd velen van hen fataal. Alleen Mekosuchus wist op de Nieuw-Caledonische eilanden te overleven tot ongeveer 2000-3000 jaar geleden. Toen de resten gevonden werden deze toegeschreven aan een nieuwe soort: de Nieuw-Caledonische eilandkrokodil. Het uitsterven van Mekosuchus ging samen met het arriveren van de mens op het eiland.
Hoewel de ijstijd een zware klap was voor de Suchia, hebben deze het overleefd met drie families:
- Gavialidae
- Crocodylidae
- Alligatoridae

De mens vormt echter een bedreiging voor alle soorten. Deze worden gestroopt om hun huid, vlees en omdat zij een mogelijk gevaar voor de mens vormen.

Vertegenwoordigers van de drie families met levende krokodilachtigen
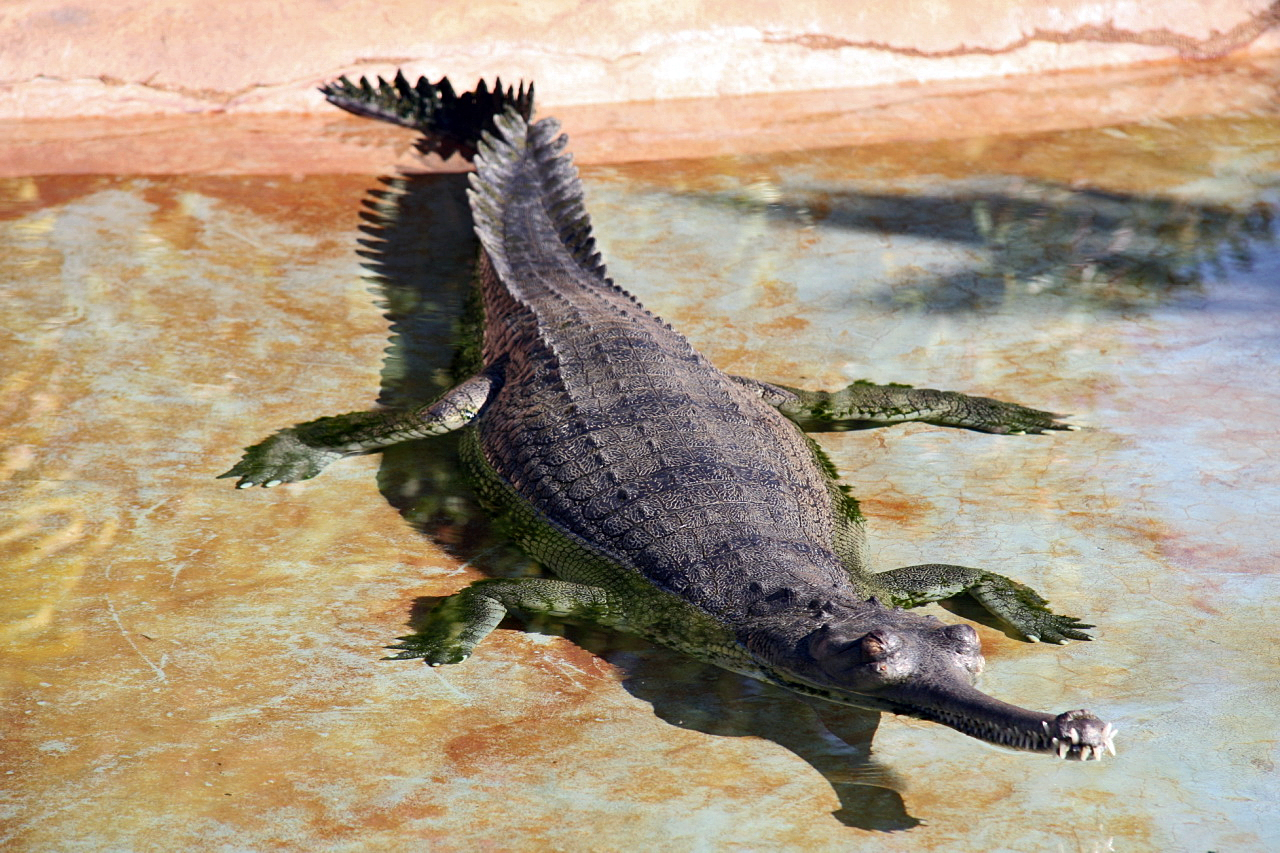
Gavialis (Gavialidae).
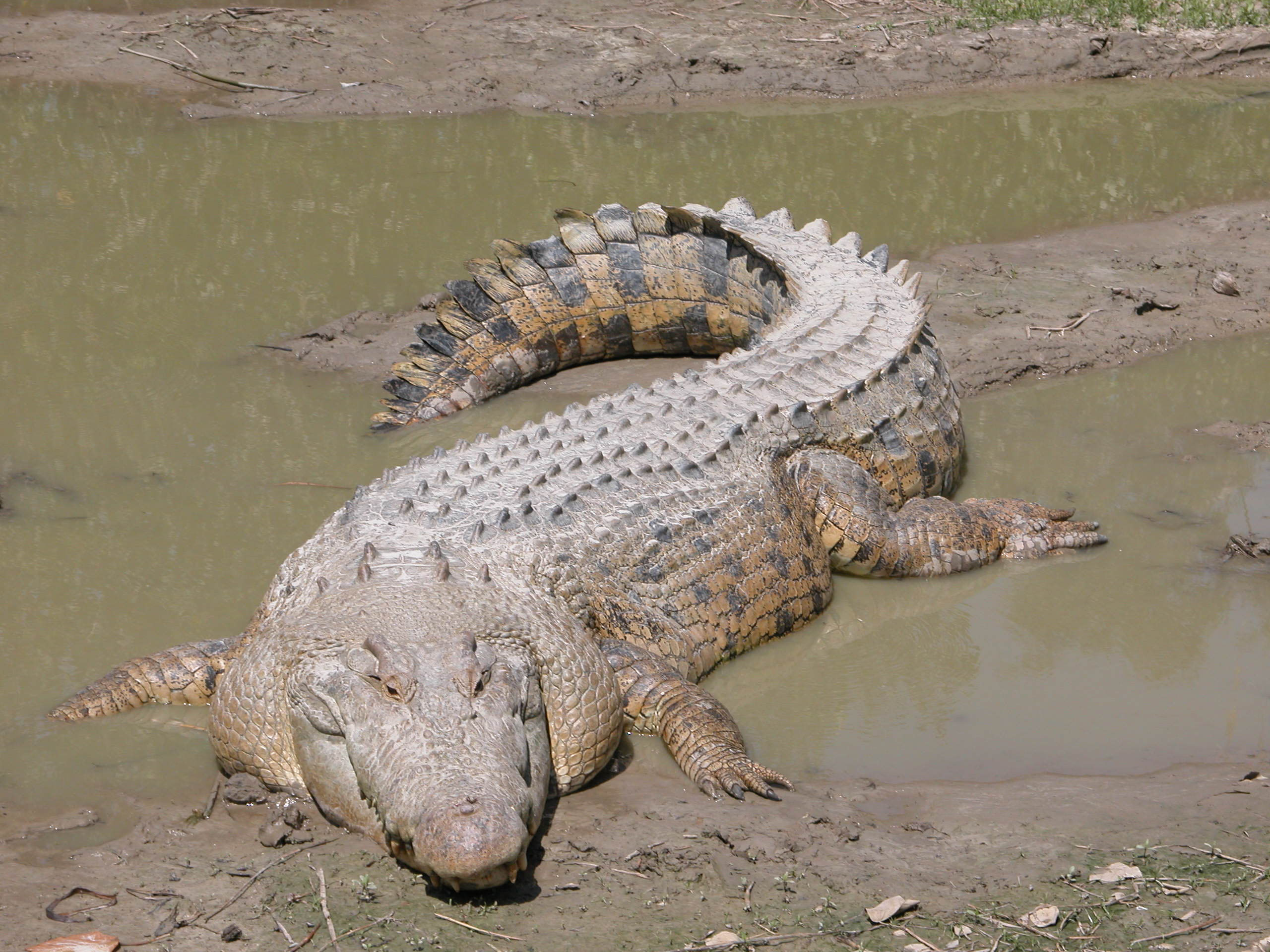
Crocodylus (Crocodylidae).
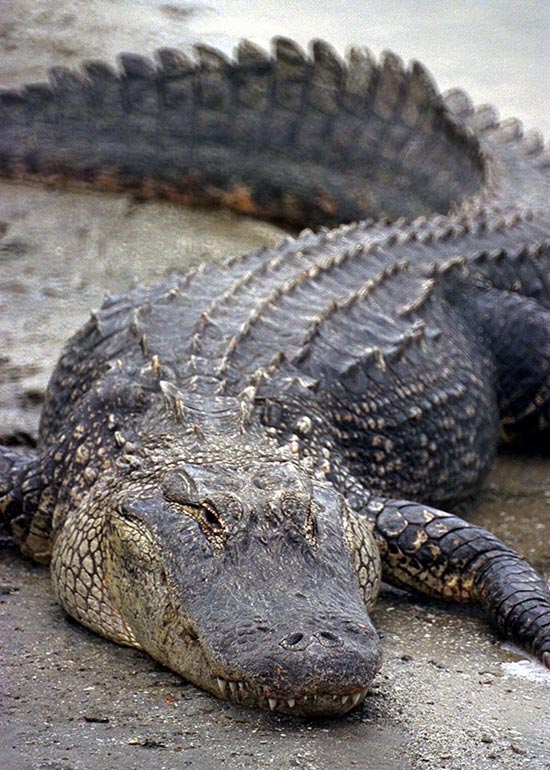
Alligator (Alligatoridae).

## Anatomie en morfologie
De Suchia is een uitgebreide groep die veel vormen kent. Behalve de moderne krokodilachtigen zijn er ook nog verschillende uitgestorven types. De verschillende types zijn als volgt:
- Het primitieve type; alles buiten de Crocodylomorpha staat dat toch tot de Suchia gerekend wordt en zeer primitieve crocodylomorfen.
  - Het basale type; alles wat buiten de Crocodylomorpha staat dat toch tot de Suchia gerekend wordt.
  - Het tengere type; de Sphenosuchia en Protosuchia en enkele andere groepen.
- Het mariene type; de familie Metriorhynchidae.
- Het robuuste type; de Notosuchia en enkele andere groepen.
- Het amfibische type; de meeste geslachten die een amfibische levenswijze hebben (o.a. alle Eusuchia en de Teleosauridae).
  - Het aquatische type; de vorm die men vandaag de dag ook nog tegenkomt en een grotendeels aquatische levenswijze heeft.
  - Het terrestrische type; het type dat minder vaak in het water komt en vrij hard kan rennen (o.a. Mekosuchidae en Voay).

Alle moderne krokodilachtigen behoren tot het amfibische type, meer specifiek het aquatische type. Alle andere types zijn uitgestorven. Niet alle krokodilachtigen binnen de types zijn per se aan elkaar verwant (zie voor de verwantschappen het kopje Fylogenie). De verschillende types worden in dit kopje besproken.

### Het primitieve type
Dit type kent vele variaties. Men kan twee grote groepen onderscheiden: het basale type en het tengere type. Het basale type is het meest primitieve type dat we kennen. Het latere, tengere type stond al binnen de Crocodylomorpha en was een mogelijke verre voorouder van de moderne krokodilachtigen.

#### Het basale type
Dit is een van de meest gevarieërde types. Er bestonden zowel carnivore als herbivore vormen. Er waren vormen met zeilen op hun rug (Ctenosauriscidae), bepantserde vormen (Aetosauria) en vormen die leken op een kruising tussen een krokodilachtige en een theropode dinosauriër (Rauisuchia, Poposaurus, Ornithosuchidae). Er waren zelfs vormen die zoveel leken op leden van de dinosauriërfamilie Ornithomimidae dat eerst gedacht werd dat het er leden van waren (Effigia en Shuvosaurus). De anatomie van de verschillende soorten beschrijven we hier.
De meest basale bekende familie, de Ctenosauriscidae heeft een onzekere positie. In sommige analyses valt de familie binnen de Poposauridae, in andere analyses valt de familie buiten de Suchia en in weer ander analyses wordt de familie gezien als de meest basale familie van de Suchia. Wat opvalt aan deze familie is dat bijna elk lid een soort zeil of kam over de rug heeft lopen, net als sommige basale eupelycosauriërs uit het Perm, de amfbibie Platyhystrix, sommige theropode dinosauriërs en de herbivore dinosauriër Ouranosaurus.